# Nejslabší! Máte padáka!
Nejslabší! Máte padáka! je televizní soutěž, kterou vysílala televize Nova v letech 2002–2004. Soutěž moderovala Zuzana Slavíková. Tento pořad se později stal podkladem pro soutěž Pekelná výzva, kterou vysílala televize Prima Cool. Originální verzi soutěže vysílala v letech 2000–2012 britská BBC pod názvem Weakest Link (česky Nejslabší článek). Dodnes je vysílána americká verze.

## Princip
Hry se zúčastní 9 soutěžících. Moderátorka jim diktuje otázky z různých oborů. Každým správným zodpovězením se zvýší částka, kterou mohou uložit vyslovením slova „bank“. Po vyslovení nebo po špatném zodpovězení se částka vrací zpět na 1 000 korun.
Na konci každého kola hlasují soutěžící, kdo z nich byl nejslabší. Ten nejslabší vypadne, dostane „padáka“. Takto hráči odpadávají, až zbudou pouze dva, kteří se utkají v rozstřelu. Čas na zodpovězení otázek se postupem kol snižuje a hra se zrychluje.

## Výhra
O výhru bojují poslední dva soutěžící v rozstřelu. Vítěz rozstřelu vyhraje celý obsah banku ukládáný během hry. Výhra může v české verzi činit až 1 000 000 Kč.

## Parodie
Jiřina Bohdalová, Jiří Lábus a Oldřich Kaiser vytvořili parodickou scénku Jste slabší, máte padáka.
V zábavném pořadu Tele Tele byl pořad parodován pod názvem Nejsrabší máte padáka.
Youtuber Karel Kovy Kovář na svém kanálu Gameballcz vytvořil parodický sestřih pod názvem Nejslabší, má triangl.